# 龙水乡
龙水乡，是中华人民共和国贵州省貴陽市开阳县下辖的一个乡镇级行政单位。

## 行政区划
龙水乡下辖以下地区：
龙江村、龙溪村、花山村、和坪村和新场村。